# Jokerfejs
Jokerfejs – Härenstams blandning är en svensk komedifilm från 1984 i regi av Peter Wester.
Wester skrev även filmens manus tillsammans med  Magnus Härenstam och Thomas Wallin. Producenter var René Zuber och Jerry Pihlblad, fotografer Göran Nilsson och Roland Lundin och klippare Thomas Täng. Filmen premiärvisades den 10 februari på biograferna Victoria och Kista bio i Stockholm.

## Handling
Filmen saknar en sammanhängande handling utan består i stället av en serie sketcher, vissa enbart med Härenstam, men också andra där ytterligare skådespelare medverkar.

## Rollista
- Magnus Härenstam
- Anni-Frid Lyngstad
- Elisaveta Oxenstierna
- Jonne Westman
- Karl Olov Ahldin
- Peter Harryson
- Ivan Oljelund
- Li-Wen
- Bertil Bertilson

### Fotnoter
1. 1 2 3  ”Jokerfejs”. Svensk Filmdatabas. http://www.sfi.se/sv/svensk-filmdatabas/Item/?itemid=19981&type=MOVIE&iv=Basic&ref=/templates/SwedishFilmSearchResult.aspx?id%3d1225%26epslanguage%3dsv%26searchword%3djokerfejs%26type%3dMovieTitle%26match%3dBegin%26page%3d1%26prom%3dFalse. Läst 12 mars 2013.